# Antiochos IV.

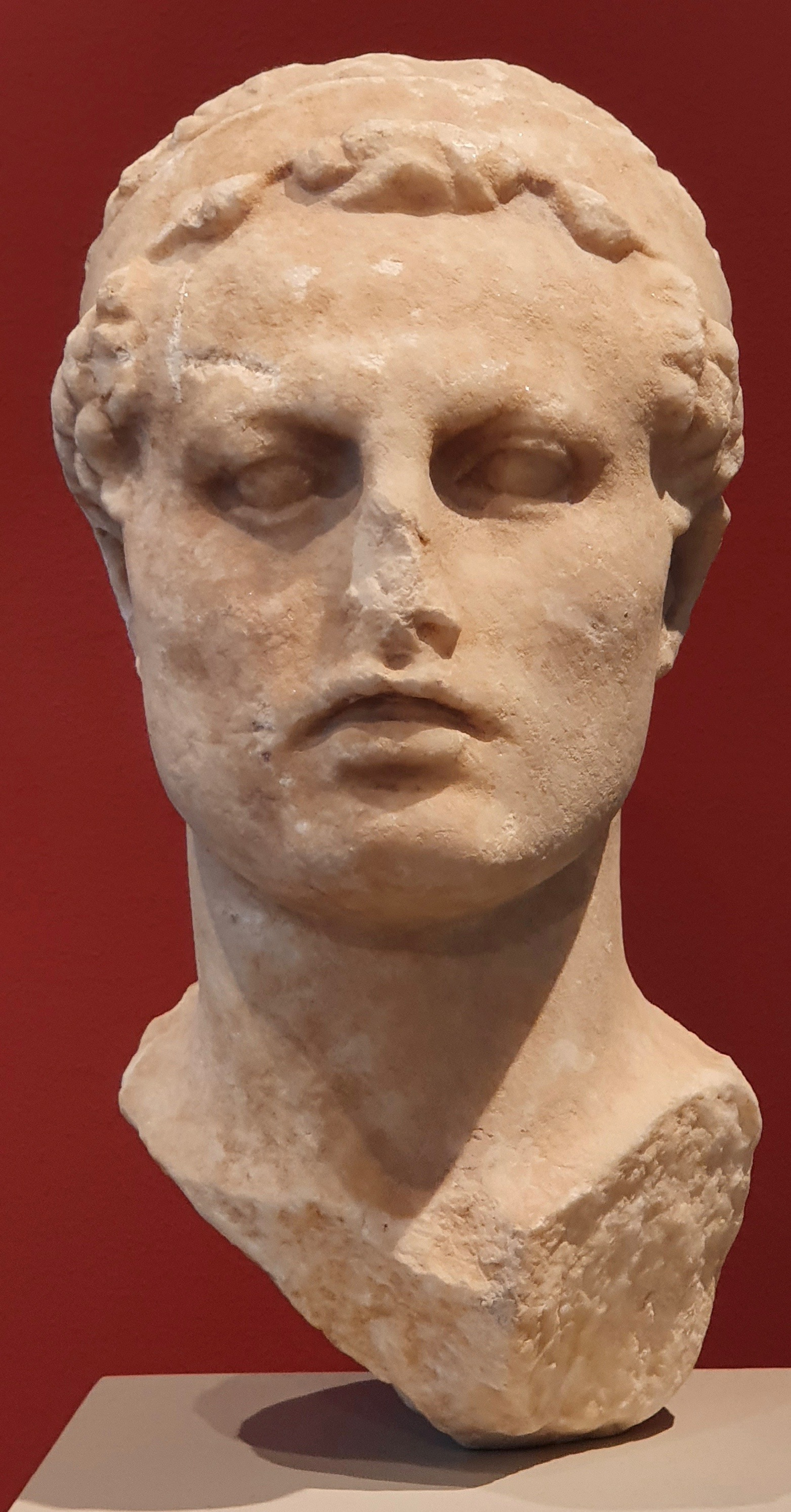
Büste des Antiochos IV. (Altes Museum, Berlin)

Antiochos IV. Epiphanes (altgriechisch Ἀντίοχος ὁ Ἐπιφανής Antíochos ho Epiphanḗs, deutsch ‚der Erscheinende (Gott)‘; * um 215 v. Chr.; † 164 v. Chr.) war ein König aus der Dynastie der Seleukiden. Er war der jüngste Sohn des Antiochos III. und der Laodike von Pontos.
Als tatkräftigem Herrscher gelang es Antiochos, das Seleukidenreich, das unter seinem Vater eine schwere Niederlage gegen Rom erlitten hatte, weitgehend zu stabilisieren. Im Sechsten Syrischen Krieg waren seine Truppen in Ägypten erfolgreich, doch ein römisches Ultimatum zwang ihn zum Rückzug („Tag von Eleusis“). Einen Putschversuch gegen den von ihm eingesetzten Hohepriester in Jerusalem beantwortete Antiochos mit extrem repressiven Maßnahmen gegen das Judentum. Der dadurch ausgelöste Makkabäeraufstand kam erst nach dem unerwarteten Tod des Königs auf einem Feldzug im Osten seines Reichs zum Erfolg.

## Leben

### Jugend in römischer Geiselhaft
In den antiken Quellen wird Antiochos IV. erstmals im Kontext des Friedens von Apameia 188 v. Chr. erwähnt. Eine der Friedensbedingungen war nämlich, dass Antiochos III. diesen seinen jüngsten Sohn als Geisel nach Rom entsenden musste. Der junge Seleukide hatte im Gegensatz zu seinen 220 v. Chr. und um 219 v. Chr. geborenen Brüdern noch keine politischen oder militärischen Aufgaben wahrgenommen. Nachdem er Kindheit und frühe Jugend am seleukidischen Hof verbracht hatte, markierte Apameia einen Bruch in seiner Biografie. Für die ganze Familie waren die Friedensbedingungen ein erheblicher Prestigeverlust, Antiochos IV. war zusätzlich durch Einschränkung seiner Freiheit und seiner finanziellen Möglichkeiten persönlich betroffen. In Rom lebte er zehn Jahre lang, bis er 178 v. Chr. gegen seinen Neffen Demetrios ausgetauscht wurde. Von Demetrios ist bekannt, dass er in seiner Zeit als Geisel in Rom an Jagden teilnahm und mit römischen und griechischen Altersgenossen Kontakte pflegte; diese relativ komfortable Situation ist auch für Antiochos IV. zu vermuten. So waren die Jahre in Rom für ihn doppelt nützlich: er knüpfte Kontakte mit wichtigen Familien Roms und gewann Eindrücke davon, wie politische Entscheidungen in der Römischen Republik zustande kamen. Der Austausch gegen seinen Neffen Demetrios geschah wohl auf römischen Wunsch. Denn mittlerweile regierte Seleukos IV., Antiochos’ älterer Bruder, der mehrfach römische Interessen missachtete. Die Geiselhaft seines eigenen Sohnes war daher ein (aus römischer Sicht nötiges) stärkeres Druckmittel als die Geiselhaft seines Bruders.

### Herrschaftsantritt und Herrschaftssicherung

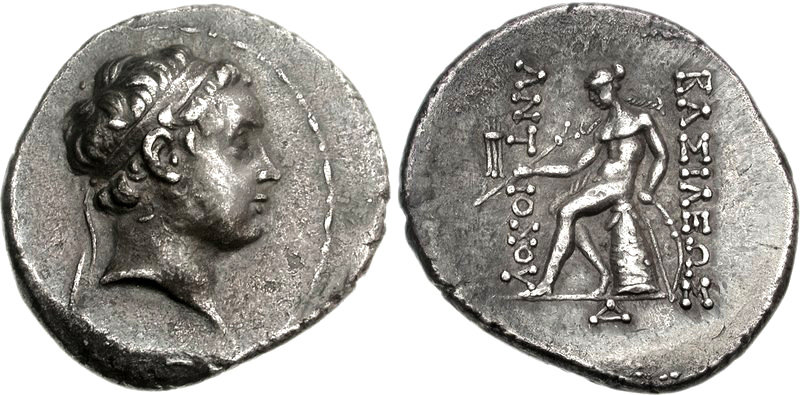
Münze mit dem Porträt des Kindkönigs Antiochos (Vorderseite) und Apollon auf einem Omphalos (Rückseite). Die griechische Aufschrift lautet ΒΑΣΙΛΕΩΣ ΑΝΤΙΟΧΟΥ.

Antiochos war nun frei, aber eine Rückkehr ins Seleukidenreich war keine Option. Als jüngerer Bruder des Herrschers hätte er Ansprüche auf die Thronnachfolge gehabt – zum Nachteil für die Kinder des Seleukos, insbesondere die römische Geisel Demetrios. Antiochos wählte Athen als neuen Aufenthaltsort: ein politisch neutrales Terrain und ein Ort mit großem kulturellem Prestige; falls er noch Ambitionen auf den seleukidischen Thron hatte, war Athen auch hierfür eine gute Basis. Wie er seinen Lebensunterhalt über mehrere Jahre in Athen finanzierte, ist nicht bekannt. 175 v. Chr. fiel Seleukos IV. einem Mordanschlag des Heliodor zum Opfer. Er hinterließ zwei Thronerben: der ältere, Demetrios, war immer noch als Geisel in Rom, seine Freilassung stand nicht zu erwarten, und der jüngere, Antiochos, war ein etwa fünfjähriges Kind. Ein Kreis, zu dem sowohl Laodike, die Witwe des Ermordeten, gehörte, als auch der Königsmörder Heliodor, bildeten in Antiochia am Orontes eine Regierung, offiziell um die Interessen des Kindkönigs zu vertreten.
Eumenes II., der Herrscher des pergamenischen Reichs, unterstützte Antiochos IV. darin, den Thron des Seleukidenreichs zu beanspruchen. Grundsätzlich war ein gutes Verhältnis zwischen pergamenischem und seleukidischem Reich für Eumenes und für Antiochos wünschenswert; hinzu kam eine Annäherung zwischen Makedonien und dem Seleukidenreich in der Ära Seleukos’ IV.: eine Umklammerung des pergamenischen Reichs, die für die Attaliden bedrohlich war. Die Attaliden statteten Antiochos mit Truppen, Geld und königlichen Insignien aus, woraufhin er die Grenze des Seleukidenreichs überschritt. Dann ging alles sehr schnell. Etwa einen Monat später war Antiochos IV. Herrscher des Seleukidenreichs, hatte die Witwe seines Bruders geheiratet (die danach aus den Quellen verschwindet) und den Kindkönig, seinen Neffen, adoptiert. Für beide war es vermeintlich sicherer, unter dem Schutz des Schwagers bzw. Onkels zu stehen als unter dem Schutz des Königsmörders Heliodor. Antiochos IV. wiederum konnte durch Ehe, Adoption und durch die Hinrichtung Heliodors seine Herrschaftslegitimation stärken. Da er bereits vor seiner Ankunft in Syrien das Diadem angenommen hatte, war dies eine Kompromisslösung, um den eigenen Anspruch (hinter den er nicht mehr zurückkam) mit der Tatsache zu vereinbaren, dass das Kind Antiochos ebenfalls als König anerkannt wurde. „Antiochos IV. handelte… im Interesse der Dynastie, als er die Witwe seines Bruders heiratete und seinen Neffen adoptierte und so die Herrschaft vor dem Zugriff des Nichtseleukiden Heliodoros rettete.“ Laut Appian erhielt er dafür von der Bevölkerung Syriens den Beinamen Epiphanes („der Erscheinende“), da er sich durch die Beseitigung des Usurpators als rechtmäßiger König erwiesen habe. Zusätzlich erreichte Antiochos IV. die Bestätigung seiner Herrschaft durch Rom, die 173 v. Chr. in eine Erneuerung des Freundschaftsbündnisses, das unter Antiochos III. vereinbart worden war, zum Abschluss kam:
- Antiochos beglich die noch ausstehenden Zahlungen aus dem Vertrag von Apameia, vermehrt um ein reiches Geschenk in Form goldener Gefäße.
- Der Senat erwies daraufhin dem seleukidischen Gesandtschaftsführer Apollonios höchste diplomatische Ehren (Geldgeschenk, Haus in Rom).

Antiochos unterstützte, ebenso wie Eumenes II. von Pergamon, die gegen Makedonien gerichtete Politik Roms, betrieb aber darüber hinaus eine eigenständige Außenpolitik. Mit Byzantion, das für seine makedonenfreundliche Haltung bekannt war, ging er enge Beziehungen ein und erhielt dafür 172 v. Chr. die Proxenie der Stadt; dass er damit Rom und Pergamon verstimmte, nahm er in Kauf.
Antiochos nahm um 173 v. Chr. offiziell die Beinamen Theos („Gott“) und Epiphanes („der Erscheinende“) an; zugleich wurden für den Kindkönig Antiochos keine Münzen mehr geprägt. Beides zeigt, dass Antiochos IV. die Herrschaft auf seine Person konzentrierte und den gleichnamigen Neffen verdrängte. Der gewaltsame Tod des Neffen im Sommer 170 v. Chr. ging vermutlich auf Veranlassung Antiochos’ IV. zurück. Der Junge hatte seine Nützlichkeit zur Herrschaftslegitimation des Antiochos verloren und wäre bei Erreichen der Volljährigkeit zum Konkurrenten geworden. Als vermeintlichen Mörder ließ der König seinen engsten Vertrauten Andronikos hinrichten. Dieser mag als Ausführender oder Mitwisser beteiligt gewesen sein, war aber kaum der Verantwortliche, da er vom Tod des Jungen keinen Vorteil hatte, Antiochos hingegen sehr wohl.

### Kennzeichen der Regierung Antiochos’ IV.

#### Stiftungspolitik

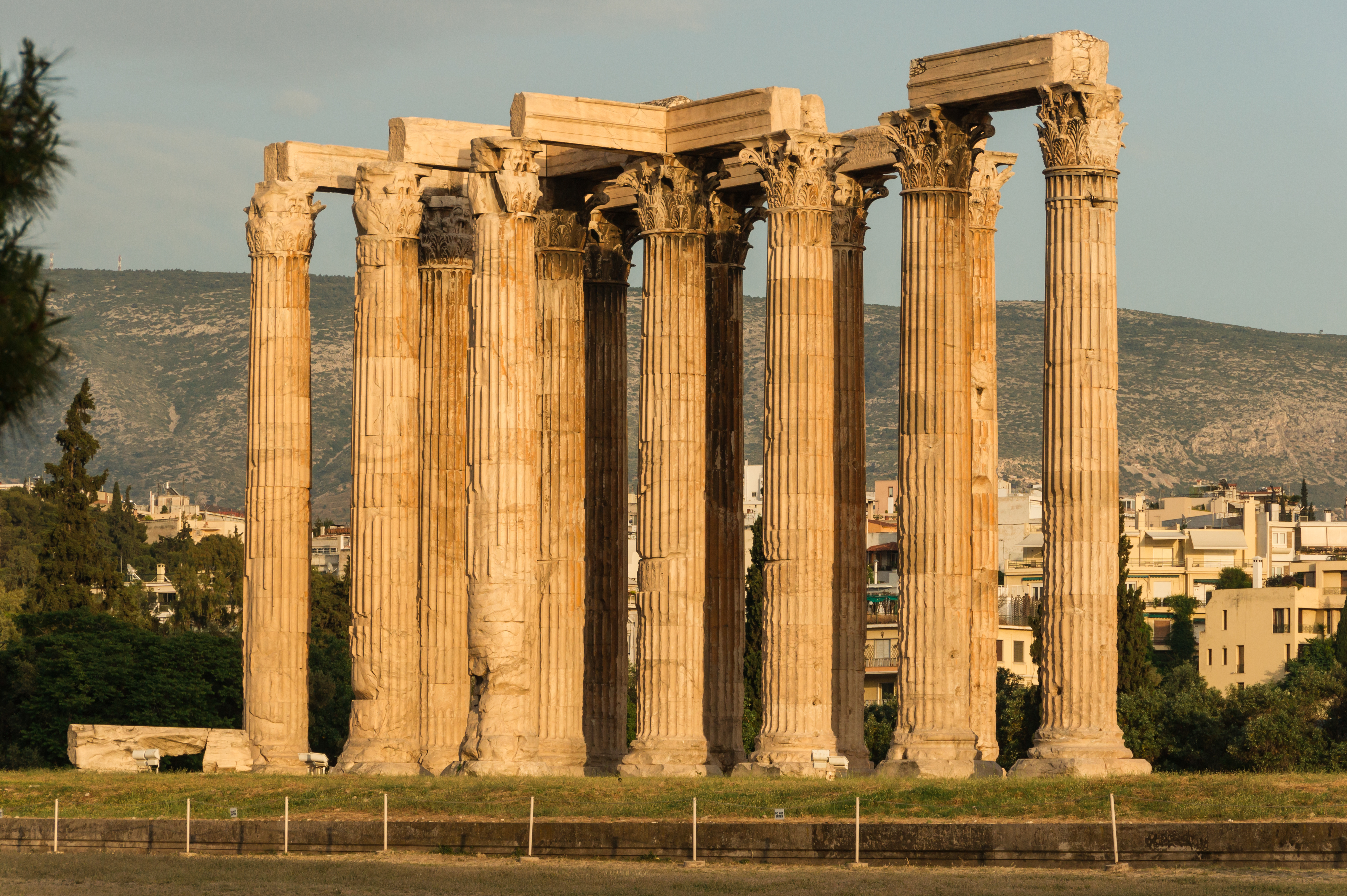
Zeus-Olympios-Tempel in Athen (2015)

Antiochos IV. sicherte seine Herrschaft nach außen durch aufwändige Geschenke und Stiftungen ab. Durch solche Akte der Großzügigkeit verpflichtete er die Empfänger zu einer pro-seleukidischen Politik und Wirtschaftspolitik. Der im Original nicht erhaltene Bericht des Polybios über diesen Aspekt von Antiochos’ Politik wurde von Titus Livius sorgfältiger als von Athenaios exzerpiert. Hinzu kommen epigrafische Quellen. Daraus ergibt sich folgendes Bild:
- Athen: Neubau des Zeus-Olympios-Tempels;
- Megalopolis: Erneuerung der Stadtmauern;
- Tegea: Bau eines Theaters;
- Delos: Altar und Statuen;
- Rhodos: Förderung des Schiffbaus;[12]
- Kyzikos: Goldenes Tafelgeschirr für das Prytaneion;
- Milet: Zollfreiheit und mittelbar (durch die beiden aus Milet stammenden seleukidischen Satrapen Timarchos und Herakleides) Bau des Buleuterions.

#### Städtebau
Antiochos ließ die Hauptstadt Antiochia am Orontes prachtvoll ausbauen und kann geradezu als zweiter Gründer der Stadt gelten. Im Rahmen einer Stadterweiterung entstand das neue Viertel Epiphaneia und wurde vom König mit Bouleuterion, Agora und Tempeln ausgestattet. Nach Ammianus Marcellinus 22,13,1 ließ Antiochos im Apollontempel der Vorstadt Daphne eine monumentale Götterstatue aufstellen, die der Zeusstatue in Olympia ähnlich (d. h. ebenfalls bis unters Dach reichend) gewesen sei. Granius Licinianus 28,10 und Livius 41,20,9 erwähnen eine Statue bzw. einen Tempel des Zeus Olympios.

#### Münzprägung

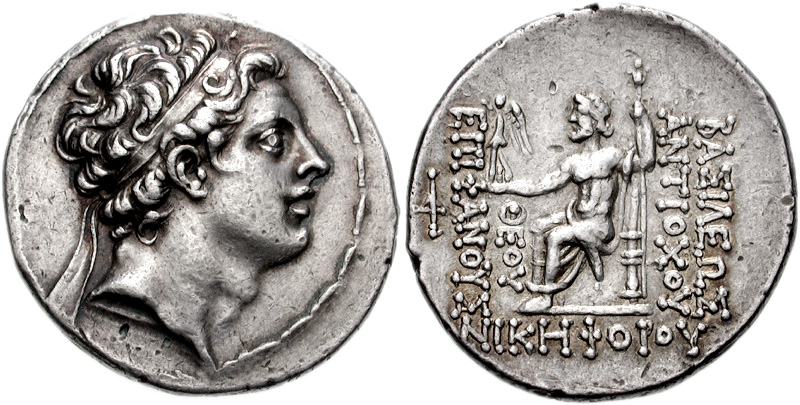
Münze mit dem Porträt Antiochos' IV. (Vorderseite) und thronendem Zeus (Rückseite). Die griechische Aufschrift lautet ΒΑΣΙΛΕΩΣ ΑΝΤΙΟΧΟΥ ΘΕΟΥ ΕΠΙΦΑΝΟΥ ΝΙΚΗΦΟΡΟΥ.

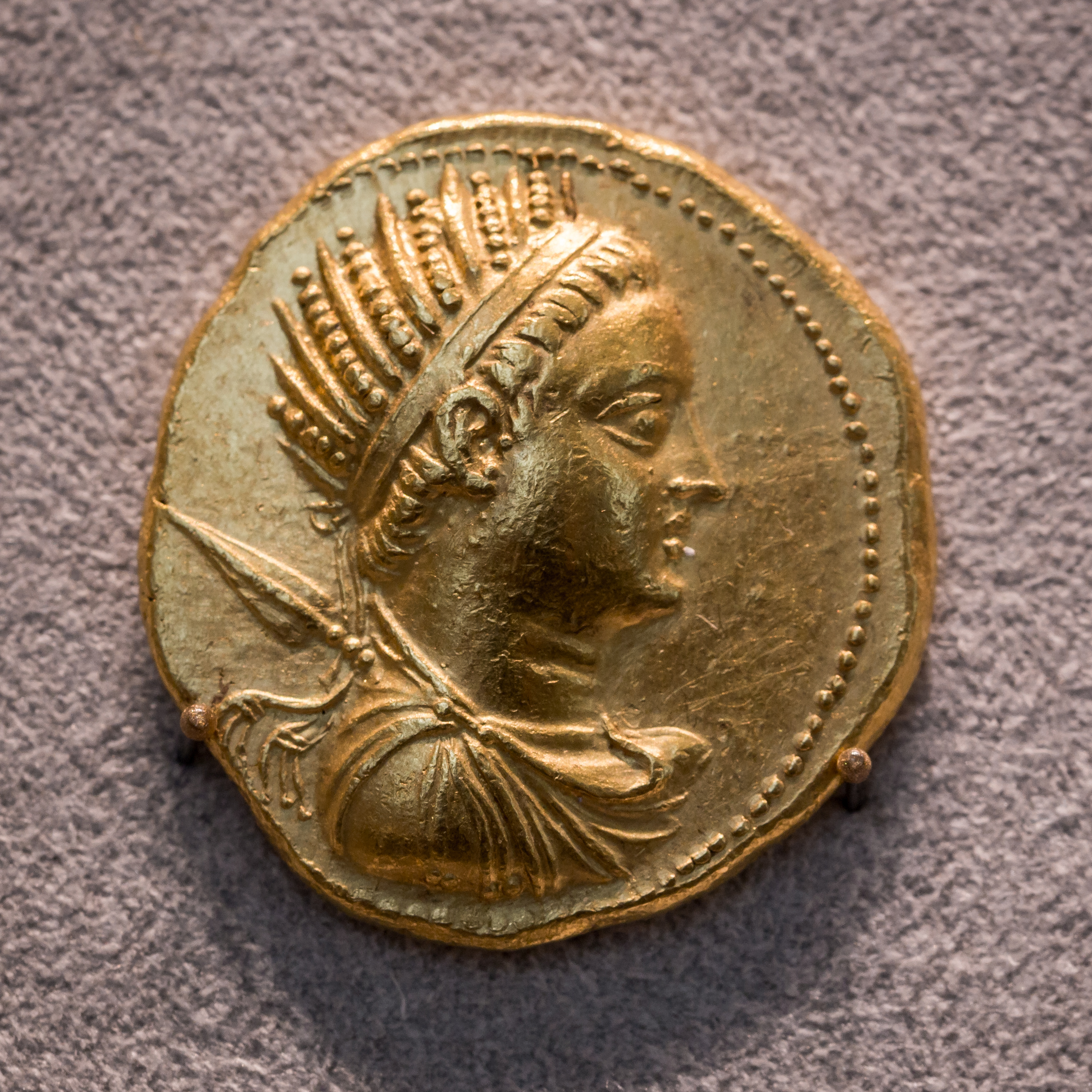
Oktodrachme des Ptolemaios V. Epiphanes Eucharistos, Herrscherporträt mit Diadem und Strahlenkranz. Münzstätte Alexandria, 204/203 v. Chr.

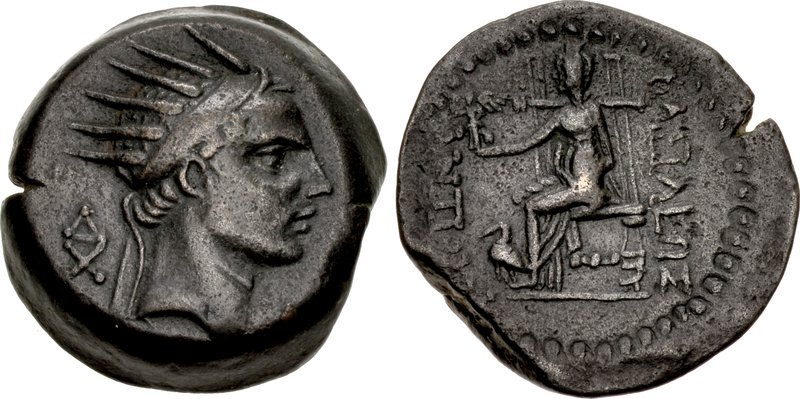
Bronzemünze Antiochos' IV., Vorderseite: Herrscherporträt mit Strahlenkrone, Rückseite: Thronende Göttin mit Nike und Vogel. Münzstätte Seleukeia am Tigris

Die unter Antiochos IV. in der Hauptstadt geprägten Tetradrachmen werden aufgrund der Inschriften in drei Gruppen eingeteilt:
1. ΒΑΣΙΛΕΩΣ ΑΝΤΙΟΧΟΥ „Des Königs Antiochos“
2. ΒΑΣΙΛΕΩΣ ΑΝΤΙΟΧΟΥ ΘΕΟΥ ΕΠΙΦΑΝΟΥΣ „Des Königs Antiochos, des erscheinenden Gottes“
3. ΒΑΣΙΛΕΩΣ ΑΝΤΙΟΧΟΥ ΘΕΟΥ ΕΠΙΦΑΝΟΥΣ ΝΙΚΗΦΟΡΟΥ „Des Königs Antiochos, des erscheinenden Gottes, des Siegbringers“

Der Übergang von Typ 1 zu Typ 2 ging einher mit einer Verringerung des Silbergewichts der in Antiocheia geprägten Tetradrachmen. Antiochos veranlasste diese Anpassung an den Münzstandard der wichtigsten Handelspartner, sobald die (in Silbergeld zu erbringenden) Zahlungen an Rom komplett geleistet waren. Diese Maßnahme erleichterte den Fernhandel. Nicht nur die erweiterte Inschrift, sondern auch das Münzbild wurde bei dieser Umstellung geändert: Auf dem Omphalos sitzender Apollon (Typ 1) und thronender Zeus (Typ 2). Die Inschrift von Münztyp 3 wird mit dem militärischen Erfolg im Sechsten Syrischen Krieg erklärt.
Ehrende Beinamen, die in die göttliche Sphäre weisen, waren nichts Neues. Mehrfach trugen hellenistische Städte Herrschern Titel wie Soter („Retter“) an, um Dankbarkeit für ihr Regierungshandeln in einer konkreten Situation auszudrücken. Indem der Herrscher „gottgleiche Ehren“ empfing, war er auch verpflichtet, sich wie ein Gott zu verhalten, also der betreffenden Stadt weitere Wohltaten zu erweisen. Antiochos IV. nutzte als erster Seleukide die Münzprägung, um die Epitheta Theos („Gott“) und Epiphanes („der Erscheinende“) offiziell für sich zu beanspruchen. „Er war nicht bloß als besonderer Mensch und Retter in einer politisch brisanten Situation erschienen, sondern um dauerhaft auf Erden positiv zu wirken … Antiochos IV. stellte die Verbindung zwischen irdischer und überirdischer Sphäre dar.“ Das Sternmotiv auf Münzen hat eine ähnliche Bedeutung; da es auf kleineren Münzen nicht erkennbar gewesen wäre, erscheint hier stattdessen der Herrscher mit einer Strahlenkrone. Antiochos IV. stellte mit diesen Motiven keine besondere Verbindung zwischen sich und dem Sonnengott Helios bzw. den durch Sterne repräsentierten Dioskuren dar, sondern benutzte beide Motive, um damit seine göttliche Natur ins Bild zu setzen. Die Strahlenkrone und der Beiname Epiphanes waren im Ptolemäerreich bereits üblich. Antiochos IV. scheint die Münzprägung seines Schwagers Ptolemaios V. als Vorbild genutzt zu haben. Eine Vergöttlichung des Herrschers, wie sie in Ägypten und im griechischen Raum denkmöglich war, war für große Bevölkerungsteile des Seleukidenreichs dagegen unverständlich. Hier galt der König als Erwählter der Götter und war durch besondere Nähe zu ihnen ausgezeichnet, aber er konnte nicht selbst zum Gott werden. Die von Antiochos IV. propagierte Vergöttlichung war daher konfliktträchtig. Als Grund für diese Innovation vermutet Peter Franz Mittag, dass Antiochos bei Herrschaftsantritt keine besonderen Leistungen vorzuweisen hatte. Er gründete seine Herrschaft auf seine rechtmäßige dynastische Abstammung und steigerte dieses Argument durch astralreligiöse Symbolik.
Die Darstellung des thronenden Zeus auf Münzen wurde in der Forschung ebenso wie der Bau des Zeus-Olympios-Tempels in Athen und die Stiftung von Zeus-Statuen und Zeus-Heiligtümern als Ausdruck einer besonderen Religionspolitik Antiochos’ IV. interpretiert. Dies ist aber nach Peter Franz Mittag unbegründet. Vielmehr war der Zeustempel die größte Bauruine in Athen, und dieses Bauwerk repräsentativ vollenden zu lassen, versprach daher maximales Prestige. Das kann die Wahl gerade dieses Projekts plausibel erklären. Zeus zum Beispiel durch Aufstellung von Statuen zu ehren und ihn auf Münzen darzustellen, war auch bei früheren Seleukiden üblich. Eine Abwertung anderer Gottheiten ist für Antiochos IV. nicht kennzeichnend, vielmehr entsprach seinem universalen Anspruch die Respektierung aller Kulte und Traditionen. Zwar liefen die von Antiochos geförderten oder geduldeten Maßnahmen des Jerusalemer Hohepriesters Jason auf eine Hellenisierungspolitik hinaus, die den Anschluss an die hellenisierten Gebiete im Seleukidenreich anstrebte, allerdings unter Beibehaltung der jüdischen Identität.

#### Tempelplünderungen
Granius Licinianus 28,6 schreibt, dass Antiochos einen Tempel in Hierapolis-Bambyke plündern ließ; außerdem soll er den JHWH-Tempel in Jerusalem und einen Tempel in der Elymaïs geplündert haben. Peter Franz Mittag merkt hierzu kritisch an, dass der Griff in einen Tempelschatz ein literarischer Topos war, geeignet, um politische und militärische Leistungen eines Herrschers herabzusetzen, da sie durch einen derartigen Frevel finanziert worden seien. Er spricht jedoch von einer Eskalation der Spannungen unter Menelaos, die im Raub des Tempelschatzes kulminierte. Kay Ehling hingegen geht davon aus, dass Antiochos die Plünderung des Jerusalemer Tempels befohlen habe und dabei vom pro-seleukidischen Hohepriester Menelaos unterstützt worden sei. Der Gipfel des Sakrilegs bestand darin, dass der König das Allerheiligste betrat, was nur dem Hohepriester einmal jährlich gestattet war. „Doch war der Raub des Tempelgutes keine judenfeindliche Aktion an sich, sondern bewegte sich in den Bahnen seleukidischer Geldbeschaffungsmaßnahmen.“ Michael J. Taylor konstatiert, dass Antiochos IV. sich unter den Seleukidenherrschern in besonderem Maße den Ruf eines Tempelräubers erworben habe. Obwohl Antiochos am Beginn seiner Regierung hohe Zahlungen an Rom aufzubringen hatte, seien seine Übergriffe auf Tempel nicht eine Folge von Finanznot gewesen. Der Herrscher habe vielmehr eine ambitionierte dynastische Politik verfolgt. Für die Finanzierung seiner langfristigen militärischen und diplomatischen Ziele habe er in Kauf genommen, kurzfristig Teile der Bevölkerung durch Tempelraub gegen sich aufzubringen. Letztlich habe sich dieses Vorgehen durch den Widerstand, den er damit provozierte, nicht ausgezahlt.

### Konflikt mit Ägypten

#### Eskalation
Ptolemaios V. war von Antiochos III. genötigt worden, 194/193 v. Chr. die seleukidische Prinzessin Kleopatra I. zu heiraten. Er bereitete einen Feldzug gegen Seleukos IV. vor, starb aber 180, ohne diese Pläne umgesetzt zu haben, und hinterließ die Witwe sowie mehrere unmündige Kinder. Kleopatra, selbst Seleukidin, verfolgte die militärischen Pläne nicht weiter, und nachdem auch sie 176 v. Chr. verstorben war, fungierten der Eunuch Eulaios und der Freigelassene Lenaios als Vormünder der ägyptischen Thronerben (Ptolemaios VI., Ptolemaios VIII. und Kleopatra II.). Das war die Situation bei Regierungsantritt des Antiochos IV., und da er der Onkel der drei Kinder war, ging er von einer positiven Beziehung zum alexandrinischen Hof aus. Er erfuhr aber, dass dort eine anti-seleukidische Stimmung vorherrschte. Das veranlasste Antiochos, in der Grenzprovinz Phoinikien Präsenz zu zeigen: Er besuchte 173/172 v. Chr. zunächst die Spiele zu Ehren des mit Herakles identifizierten Melkart in Tyros. Besuche in weiteren wichtigen Städten wie Byblos sind anzunehmen, wenn auch nicht in den Quellen belegt. Über Joppe reiste der König dann nach Jerusalem und wurde vom Hohepriester Jason und der Bevölkerung festlich empfangen: „unter Fackelschein und Freudengeschrei hielt er seinen Einzug.“

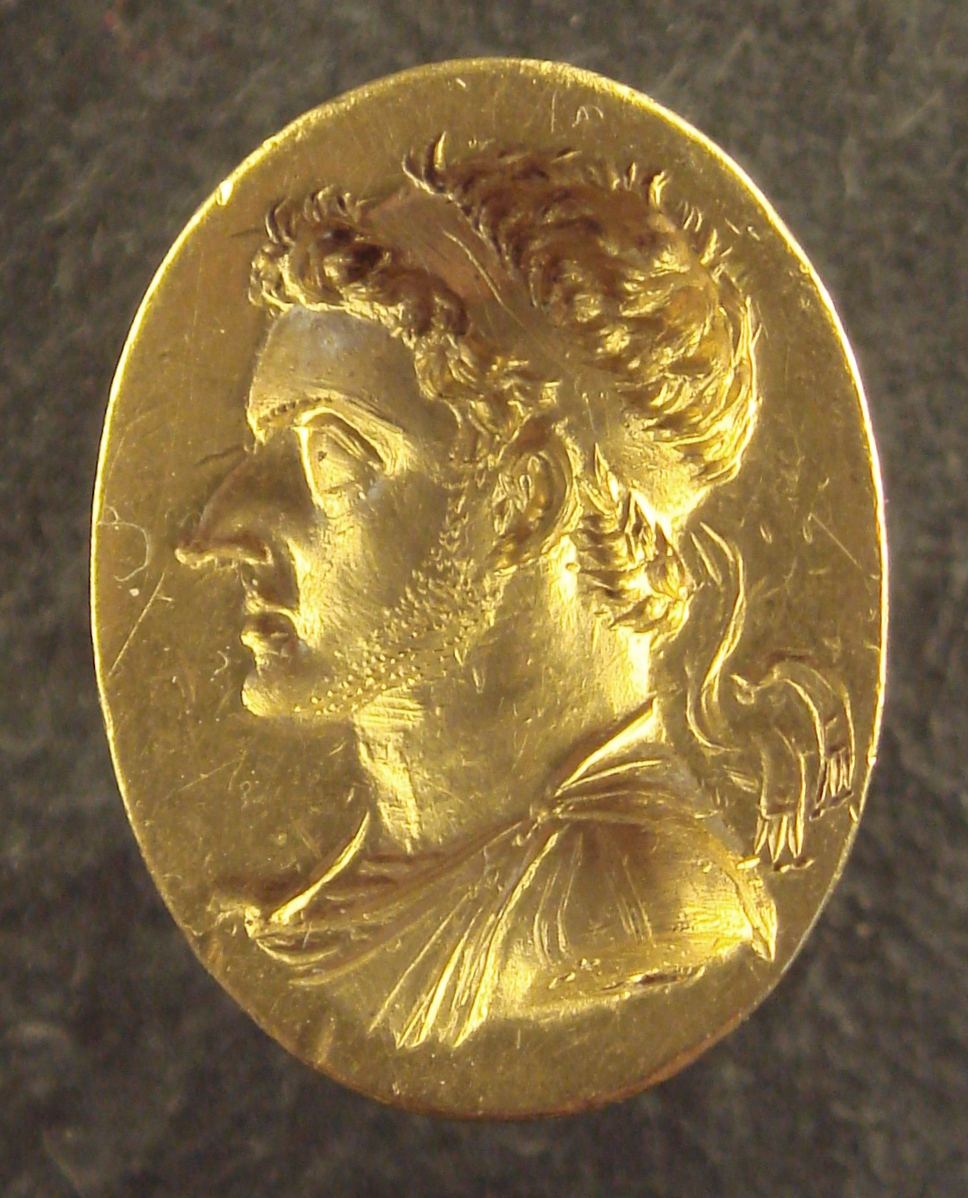
Porträt Ptolemaios VI. auf einem Goldring (Louvre)

Sowohl Antiochos IV. als auch Ptolemaios VI. schickten Gesandtschaften nach Rom, um sich dort Unterstützung zu sichern, bevor sie zum Krieg gegeneinander zogen. Aus Sicht des Senats war der Sechste Syrische Krieg riskant, da der Sieger einen erheblichen Machtzuwachs im östlichen Mittelmeerraum erreichen würde; andererseits wären Ptolemäer und Seleukiden aber durch diesen Konflikt gebunden und dadurch nicht in der Lage, im bevorstehenden Dritten Makedonisch-Römischen Krieg zu intervenieren. Beide Gesandtschaften konnten daher in Rom eine Billigung ihrer Kriegspläne heraushören.

#### Erster Feldzug
Rund um die Volljährigkeitserklärung Ptolemaios’ VI. im Winter 170/169 v. Chr. wurden Rivalitäten am ptolemäischen Hof erkennbar, die sich bei den Kriegsvorbereitungen zugunsten des Antiochos auswirkten. Zwischen Februar und April des Jahres 169 begann er einen Präventivkrieg, indem er mit Fuß- und Reitertruppen, Streitwagen und Kriegselefanten in Ägypten einfiel, wobei ihn seine Flotte unterstützte. Die erste Landschlacht zwischen Pelusium und dem Berg Kasios konnte Antiochos klar für sich entscheiden. Ein Waffenstillstand wurde vereinbart. Pelusium fiel aber durch Verrat, und damit war der Weg nach Ägypten für die seleukidische Armee frei. Antiochos zog am östlichen Rand des Nildeltas südwärts bis Memphis, wandte sich dann nordwestlich und rückte auf Alexandria zu. Der alexandrinische Hof geriet dadurch in große Bedrängnis und veranlasste, dass Gesandtschaften mehrerer griechischer Städte, die sich gerade in Alexandria aufhielten, gemeinsam mit der ptolemäischen Delegation zu Antiochos reisten. Die Begegnung der Delegationen mit dem König fand wahrscheinlich in Saïs statt und wurde zu einem großen Erfolg des Seleukiden, der sich den griechischen Diplomaten als wohlwollend, reich und militärisch erfolgreich präsentieren konnte. Parallel dazu wurde ein direktes Treffen der beiden Könige ausgehandelt, das vor dem 17. April 169 in Memphis stattfand und bei dem sich der junge Ptolemäer anscheinend der Autorität seines seleukidischen Onkels unterstellte, um seine innenpolitische Situation zu festigen. Diese für Antiochos sehr vorteilhafte Übereinkunft, die seiner eigenen Präsenz in Ägypten rechtlich einen neuen Rahmen gab, wurde aber in Frage gestellt, als Ptolemaios VIII. in Alexandria zum neuen König proklamiert wurde. Antiochos fiel nun die Aufgabe zu, seinen Schützling Ptolemaios VI. wieder auf den ägyptischen Thron zu bringen und dessen jüngeren Bruder zu entmachten. Die seleukidische Armee nahm weitere Teile Ägyptens ein; wahrscheinlich ließ sich Antiochos sogar zum König von Ägypten krönen. Aber die Belagerung von Alexandria misslang. Ptolemaios VI. blieb in Memphis, eine seleukidische Besatzung sicherte Pelusium, und die übrige seleukidische Armee zog sich im Spätsommer oder Frühherbst aus Ägypten auf eigenes Territorium zurück.

#### Zweiter Feldzug
Nachdem die seleukidische Armee aus Ägypten abgezogen war, versöhnte sich Ptolemaios VI. mit Bruder und Schwester; die drei jungen Ptolemäer suchten diplomatische Unterstützung sowohl beim Achaischen Koinon als auch beim Senat von Rom, da sie die Rückkehr Antiochos’ IV. befürchteten. Ptolemaios wandte sich auch direkt an seinen Onkel und Vormund, dankte für die erwiesene Unterstützung und bat ihn, Friedensbedingungen zu benennen. Antiochos forderte die Abtretung von Zypern und der Grenzfestung Pelusion mit Umland. Damit wäre den Ptolemäern weder auf dem Land- noch auf dem Seeweg ein Angriff auf das seleukidische Nachbarreich künftig möglich gewesen, während die Seleukiden von diesen beiden Basen aus in Ägypten intervenieren bzw. den alexandrinischen Hof mit dieser Drohung jederzeit unter Druck setzen konnten. Für Antiochos wäre ein solcher Vertrag äußerst komfortabel gewesen, denn damit hätte er die Situation an der Südgrenze seines Reichs gesichert und Kapazitäten gehabt, um sich anderen Projekten zuwenden zu können. Umso besser wäre es, wenn die komplexe und bereits einmal misslungene Belagerung der Metropole Alexandria nicht nötig wäre, um seine Kriegsziele zu erreichen. Eine direkte Herrschaft über Ägypten strebte Antiochos demnach nicht an. Die ptolemäischen Geschwister andererseits lehnten die Forderungen Antiochos’ eben wegen der schweren strategischen Nachteile der Abtretung von Pelusion und Zypern ab. Damit war klar, dass Antiochos seinen Forderungen militärisch Nachdruck verleihen musste. Er schickte seine Armee nach Süden und befahl einen Angriff der Flotte auf Zypern. Rom war immer noch durch den Konflikt mit Makedonien gebunden – dieses Zeitfenster galt es zu nutzen. Wenn Antiochos durch seinen langen Romaufenthalt die Politik der Republik richtig einschätzte, dann wusste er, dass der Senat seinen Feldzug missbilligte. Wenn er aber zügig durchgeführt und Rom vor vollendete Tatsachen gestellt wurde, bestand die Aussicht, damit durchzukommen. Der ägyptische Stratege Ptolemaios Makron, dem die Verteidigung Zyperns übertragen worden war, wechselte die Seiten, sowie die feindliche Flotte vor der Insel erschien. Damit war Antiochos’ erstes Kriegsziel mühelos erreicht. Das Landheer rückte ohne größere Widerstände vor, und nun scheint Antiochos eine direkte Regierung des eroberten Gebiets favorisiert zu haben und setzte seleukidische Statthalter ein. Anscheinend suchte er die Unterstützung der anti-ptolemäischen ägyptischen Bevölkerung; ob er sie aber fand, ist ungewiss. Ptolemaios VI. und seine Geschwister hatten sich in Alexandria auf eine Belagerung eingerichtet, und auch das ägyptische Landheer war noch nicht entscheidend geschlagen.

#### Römisches Ultimatum („Tag von Eleusis“)
Mit dem römischen Sieg in der Schlacht von Pydna (22. Juni 168 v. Chr.) endete der dritte Makedonisch-Römische Krieg. In der Geschichtsdarstellung des Polybios hat dieser Sieg besondere Bedeutung, denn durch ihn stieg Rom zur Großmacht im hellenistisch geprägten östlichen Mittelmeerraum auf. Die veränderten Machtverhältnisse illustrierte der antike Historiker dadurch, dass er den Gesandten Roms Gaius Popillius Laenas betont schroff auftreten lässt. Eine Station auf dessen Seereise nach Ägypten war Rhodos. Dieser Mittelmacht kündigte er ein römisches Strafgericht wegen ihrer pro-makedonischen Haltung an. Die entsetzten Rhodier verurteilten umgehend die Repräsentanten der pro-makedonischen Partei zum Tode; einige Personen wählten den Freitod.
Wie Laenas anschließend dem militärisch erfolgreichen Seleukidenkönig vor Alexandria am sogenannten Tag von Eleusis gegenübertrat, malte Polybios eindrucksvoll aus: Laenas brüskierte den betont freundlichen Antiochos, indem er das Dokument eines (inhaltlich nicht genauer bekannten) Senatsbeschlusses übergab. Als Antiochos den Wunsch äußerte, sich zuerst mit seinen Freunden zu besprechen, zeichnete der römische Gesandte einen Kreis um Antiochos IV., den er nicht verlassen dürfe, ohne eine Entscheidung getroffen zu haben. Auch wenn der Senatsbeschluss zurückhaltend formuliert war, was Peter Franz Mittag für wahrscheinlich hält, machte die Art, wie Laenas ihn überbrachte, daraus ein Ultimatum. Um ein militärisches Eingreifen Roms abzuwenden, musste Antiochos daher auf die Forderung eingehen und sich nach Syrien zurückziehen. So sehr die literarische Stilisierung der Szene durch Polybios zu berücksichtigen ist, ist ebenso sehr der historische Ablauf gesichert, denn er wird durch demotische Texte bestätigt. Demnach fand die Begegnung zwischen Laenas und Antiochos Anfang Juli 168 statt, und vor dem 30. Juli verließ Antiochos Pelusion auf dem Seeweg.
Mittag vermutet, dass Antiochos bereit war, trotz des Prestigeverlustes das römische Ultimatum zu erfüllen, und dafür mehrere Gründe hatte:
- Der zweite Feldzug stagnierte bei der Belagerung Alexandrias so wie bereits der erste; die zu erwartende römische Hilfe für die belagerten Ptolemäer machte die Einnahme der Metropole noch schwieriger.
- Die in Ägypten gemachte Beute konnte er mitnehmen. Die geordnete Rückkehr einer ungeschlagenen Armee mit dieser Beute ermöglichte es, der eigenen Bevölkerung den Feldzug als großen Erfolg darzustellen.
- Sowohl Zypern als auch Pelusium musste er aufgeben, hatte aber mangels Friedensvertrags bisher auch keinen Rechtsanspruch auf diese strategisch wichtigen Punkte gehabt.
- Rom hatte gezeigt, dass es das Kräftegleichgewicht zwischen Seleukiden- und Ptolemäerreich wahren wollte – wenn man sich die amicitia Roms erhielt, würde der Senat daher auch einer ptolemäischen Aggression entgegentreten.[35]

Während Polybios und Diodor betonten, das Auftreten des Laenas habe bei Antiochos einen anti-römischen Hass geweckt, ist dies keineswegs sicher. Der Senat tolerierte, dass Antiochos über eine Söldnerarmee, Kampfelefanten und eine Kriegsflotte verfügte, obwohl er damit fortwährend gegen den Vertrag von Apameia verstieß.

### Aufstand in Judäa
Antiochos IV. ist der Nachwelt vor allem bekannt durch seine gegen die jüdische Religion gerichteten Maßnahmen, die literarisch im biblischen Buch Daniel, im 1. und 2. Buch der Makkabäer, in den Schriften des Flavius Josephus und bei weiteren antiken Autoren verarbeitet wurden. Die Historizität einer solchen Religionsverfolgung stellte Sylvie Honigman 2014 in Frage, vielmehr habe sich der Aufstand gegen die hohe Steuerbelastung der Bevölkerung gerichtet; doch Honigmans These wurde von John J. Collins zurückgewiesen. Klaus Bringmann beschreibt, wie der von Antiochos eingesetzte Hohepriester Menelaos in wenigen Jahren den Rückhalt in der Bevölkerung verspielt hatte. Er war in sein Amt gekommen, weil er dem König erhöhte Tributzahlungen versprochen hatte; entsprechend erhöhte er die Abgabenlast der jüdischen Landbevölkerung und lieferte zusätzlich den Tempelschatz an Antiochos aus. Ohne die finanziellen Grundlagen und die Kultgeräte konnte der Tempelkult aber nicht mehr in der traditionellen Weise stattfinden.

Das 2. Buch der Makkabäer beschreibt, wie der von Antiochos IV. abgesetzte ehemalige Hohepriester Jason während des Sechsten Syrischen Krieges versuchte, sich in Jerusalem wieder an die Macht zu putschen und dabei den amtierenden Hohepriester Menelaos erheblich in Bedrängnis brachte:

„Um diese Zeit aber machte Antiochos sich zu seinem zweiten Angriff auf Ägypten auf… Als aber das lügnerische Gerede aufkam, dass Antiochos sein Leben verloren habe, nahm Jason nicht weniger als 1000 Mann und unternahm ganz plötzlich einen Angriff auf die Stadt. Da die (Leute) an der Mauer zusammengedrängt waren und schließlich die Stadt schon eingenommen war, flüchtete Menelaos auf die Akropolis. Jason richtete unter seinen eigenen Bürgern schonungslos ein Gemetzel an… Als aber dem König über die Geschehnisse etwas bekannt wurde, fasste er sie auf, als sei Judäa abgefallen. Als er deswegen aus Ägypten zurückkehrte, wurde er in seiner Seele zum Tier und nahm die Stadt gewaltsam ein; und den Soldaten befahl er, alle, die ihnen begegneten, schonungslos niederzuhauen…“

Antiochos konnte in diesen Vorgängen gar nichts anderes sehen als den Aufstand gegen die seleukidische Oberherrschaft. „Jasons Pläne für die Zeit nach dem Coup sind nicht bekannt, aber man darf bezweifeln, dass er ernsthaft vorhatte, dem König gegenüber als verlässlicher Garant für Tributzahlungen aufzutreten, als sei nichts geschehen.“ Nach dem „Tag von Eleusis“ reagierte der König mit großer Härte auf das, was er als Illoyalität bewertete. Hatte Antiochos III. nach der Schlacht bei Paneion (um 200 v. Chr.) den Jerusalemern wegen ihrer Loyalität das Recht verliehen, nach den väterlichen Gesetzen zu leben, so hatten sie dieses Recht aus Sicht Antiochos’ IV. offenbar verwirkt. Josephus vermutete hinter Jason eine pro-ptolemäische Partei. Unabhängig davon, ob der alexandrinische Hof hinter dem Putschversuch stand, mussten die Jerusalemer Aufständischen dort Unterstützung suchen. Einen ptolemäischen Stützpunkt in Judäa konnte Antiochos aber keinesfalls zulassen. Antiochos ließ die Jerusalemer Bevölkerung deshalb im Spätsommer 168 nach Kriegsrecht bestrafen und verbot im Dezember 168 die Ausübung der jüdischen Religion; damit sollte, so Kay Ehling, die ptolemäerfreundliche Priesterschaft besonders getroffen werden und Ämter, Privilegien und Einfluss auf die Bevölkerung verlieren.
Das Religionsedikt des Antiochos ist, wie Peter Franz Mittag erläutert, ein Bündel unterschiedlicher Maßnahmen, die in verschiedenen Quellen benannt werden: mehrere Verbote richten sich gegen die Befolgung der Tora (Sabbat, Beschneidung, jüdische Opfer), während Praktiken anderer Kulte wie Opfer für Zeus Olympios oder Teilnahme an der Dionysosprozession verbindlich gemacht wurden. Je nachdem, was von der Forschung besonders akzentuiert wird oder was als sekundär ausgeschieden wird, lässt sich das Edikt unterschiedlich interpretieren. Positiv kann festgestellt werden, dass das Edikt durch das Zusammenwirken zwischen dem König, der seleukidischen Administration und dem Hohepriester Menelaos zustande kam. Antiochos wollte damit Ruhe und Ordnung in Judäa wieder herstellen und erreichte das Gegenteil.
Indes vergingen Wochen oder Monate, ehe sich bewaffneter Widerstand unter der Führung der Makkabäer formierte. Deren Erfolge zeigten strukturelle Defizite der seleukidischen Verwaltung auf, deren Funktionsträger unkoordiniert vorgingen. Für Antiochos hatte der Aufstand in Judäa keine Priorität. Er machte den Aufständischen zwischenzeitlich ein Amnestieangebot, hielt aber an dem von ihm eingesetzten Hohepriester Menelaos fest und damit an seinem Recht, Jerusalemer Hohepriester zu bestimmen. Nachdem sein Angebot unbeantwortet geblieben war, beauftragte er den Strategos Lysias damit, den Aufstand niederzuschlagen, während er sich anderen Aufgaben im Osten des Reichs zuwandte. Lysias brachte Judäa auch sukzessive unter seine Kontrolle, aber der Tod des Königs Ende 164 verhinderte die völlige Niederschlagung des Aufstands.

### Feiern in Daphne
In der Tradition hellenistischer Herrscher veranstaltete Antiochos IV. im Jahr 166 v. Chr. ein einmonatiges Fest in Daphne. Dazu waren zahlreiche (bis zu 300) griechische Gesandtschaften aus dem Ausland angereist. Das zeigt, dass Antiochos auch nach dem Tag von Eleusis großes Ansehen genoss. Der Höhepunkt war ein großer, zweiteiliger Festzug. Im ersten Teil präsentierte sich die seleukidische Armee: die Söldner nach ihren Herkunftsgebieten, die Reiterabteilungen, Streitwagen und Kriegselefanten. Im zweiten Teil wurden Bilder aller bekannten Gottheiten sowie Darstellungen ihrer Mythen präsentiert. Die zahlreichen, teils von den Gesandtschaften mitgebrachten Opfertiere waren ebenso zu sehen wie junge Männer und Frauen, die goldene Objekte trugen und so den Reichtum des Herrschers erlebbar machten. Der König und seine Familie traten bei dieser Darbietung in den Hintergrund; es wurde nur allgemein seine militärische Stärke und sein Reichtum gezeigt. Interessant ist der Vergleich mit der Ptolemaia, einem Festzug, den Ptolemaios II. 275/274 v. Chr. in Alexandria veranstaltete. Hier wurde Dionysos als mit der Dynastie verbundene Gottheit ebenso in den Blick gerückt wie die Eltern des Regenten; so wurde eine Statue Ptolemaios’ I. mitgeführt. Wilde Tiere und gefangene bzw. tributbringende Menschen aus entlegenen Gegenden des Ptolemäerreichs wurden auf dem Festzug gezeigt. Sie veranschaulichten die Größe des Reichs und enthielten auch eine aggressive Botschaft an das benachbarte Seleukidenreich, mit dem man um die Beherrschung Indiens und Persiens konkurrierte.
Während des Festmonats in Daphne gab es weitere Attraktionen: Man konnte Wettkämpfe und Gladiatorenkämpfe sehen oder hatte freien Eintritt im Gymnasion, inklusive der Benutzung kostbaren Salböls. Bei großen Banketten tafelte der König mit bis zu 1500 Gästen. Linda-Marie Günther bezweifelt, dass Gladiatorenkämpfe geeignet waren, die Gäste aus der griechischen Welt positiv zu beeindrucken. Zwar hatte Antiochos zweifellos Gladiatorenkämpfe während seiner Jugendjahre in Rom kennengelernt, er wusste aber auch, dass sie zu privaten Trauerfeierlichkeiten und nicht zu einem staatlichen Triumph gehörten. Es handle sich um ein Missverständnis des Epitomators Athenaios, der ein Element kaiserzeitlicher römischer Prachtentfaltung bei Polybios eingetragen habe.
Polybios zufolge zeigte sich Antiochos IV. während der Festivitäten in verschiedenen bizarren Rollen, unter anderem als Türsteher, Oberkellner und nackter Tänzer. Peter Franz Mittag urteilt, es sei unglaubhaft, dass sich der König bei einer höchst aufwändigen Veranstaltung, die sein internationales Prestige mehren sollte, vor großem Publikum in einer Weise inszenierte, die völlig kontraproduktiv gewesen wäre. Dass sich Antiochos (auch) unerwartet verhalten habe, sei gleichwohl nicht auszuschließen. Angelos Chaniotis meint, dass Antiochos wie jeder hellenistische Herrscher bei seinen öffentlichen Auftritten sowohl leutselig-volksnah als auch distanziert erscheinen wollte, um in der Bevölkerung einerseits Popularität, andererseits Respekt zu gewinnen. Antiochos sei diese Balance bei seiner Selbstinszenierung in Daphne eklatant misslungen.
Nach dem Ende der Feierlichkeiten erschien am seleukidischen Hof eine römische Delegation unter Leitung von Tiberius Sempronius Gracchus, die von Antiochos sehr ehrenvoll empfangen wurde.

### Sicherung der seleukidischen Herrschaft im Osten
Antiochos IV. unternahm einen Feldzug in die östlichen Provinzen („obere Satrapien“) Asiens, um diese wieder seiner Herrschaft zu unterwerfen, nachdem sie sich zuvor unter den Parthern und Gräkobaktriern von den Seleukiden losgesagt hatten. Im Jahr 165 eroberte er Armenien; der seleukidische Stratege Artaxias, der zwischenzeitlich als selbstständiger Herrscher agiert hatte, wurde gefangen genommen und unterstellte sich danach wieder dem König. Aus dem gleichen Jahr ist die Anwesenheit Antiochos’ am Persischen Golf bezeugt, wo er verschiedene Maßnahmen zur Sicherung wichtiger Fernhandelsrouten ergriff. Er gründete die Hafenstadt Antiocheia-Charax neu und verlieh ihr das Münzrecht; die Gerrhaer, die in den Gewürzhandel involviert waren, brachte er dazu, sich im Sinne seleukidischer Handelsinteressen zu verhalten. Ein Satrap von Misene namens Numenios brachte durch den Sieg in einer See- und Landschlacht die Straße von Hormus unter seleukidische Kontrolle, wie Plinius der Ältere notierte; dieser Doppelsieg ist wahrscheinlich dem Feldzug Antiochos’ IV. zuzuordnen, so Mittag.

### Letzte Maßnahmen und Tod
Antiochos verstarb während seines Feldzugs in den Osten. Möglicherweise größere Ziele, die er mit der Anabasis verfolgte, wurden damit gegenstandslos.
Mehrere disparate antike Berichte erwähnen als letzte Regierungsmaßnahme des Antiochos den gescheiterten Versuch, auf den Schatz des Artemistempels in der Landschaft Elymais zuzugreifen. Tempelraub ist einerseits ein Topos zur Diskreditierung eines Herrschers, andererseits aber auch eine Option, die zur Erschließung zusätzlicher Finanzmittel genutzt werden konnte. Folgendes Szenario könnte im Hintergrund der propagandistisch getönten Tempelrauberzählungen stehen: Angenommen, Antiochos hatte die Persis und die Elymais durch seinen Feldzug unter Kontrolle gebracht, so hätte er Abgaben bei der lokalen Oberschicht eintreiben können, die diese in der Phase schwacher seleukidischer Kontrolle nicht gezahlt hatten. Während der Griff in den Tempelschatz im griechischen Raum in Notzeiten akzeptiert wurde, war er in Mesopotamien eindeutig ein Frevel. Dass die Priesterschaft beim Zugriff auf den Tempelschatz kooperierte, sei ebenso plausibel, wie die Erbitterung über diese Vorgänge in der lokalen Bevölkerung. „Nach Abzug des Königs konnten die Priester ihre Stellung dadurch zu festigen versuchten, dass sie die Schuld an der ‚Tempelplünderung‘ einseitig dem König anlasteten,“ vermutet Mittag. Im Ergebnis wurde die seleukidische Kontrolle der Region delegitimiert und geschwächt.
Sowohl Polybios als auch Porphyrios berichten, Antiochos sei in Tabai in der Persis gestorben; ein Ort dieses Namens ist allerdings unbekannt. Daher wird eine Verschreibung des griechischen Buchstabens Gamma zu Tau vermutet; zwei Orte namens Gabai (Γάβαι Gábai) werden als Sterbeort diskutiert:
- Gabai, das heutige Isfahan;
- Gabai im Südosten der Persis, nahe der Grenze zu Karmanien.

Das 1. und das 2. Buch der Makkabäer stellen eine Beziehung zwischen den Ereignissen in Judäa und dem Ende des Königs her. Nach 1 Makk 6,8-16  erleidet der König einen Schwächeanfall, als er von der Niederlage seines Stellvertreters Lysias in Judäa erfährt. Nach 2 Makk 9,4-7  veranlassen Nachrichten über die Erfolge der aufständischen Judäer den König, schleunigst dorthin zu reisen. Unterwegs wird er von verschiedenen qualvollen Krankheiten heimgesucht und erleidet dazu den Sturz aus seinem Wagen. Die Tendenz, den Tod des Königs mit seiner Politik in Judäa in Beziehung zu bringen, ist in beiden Berichten offensichtlich, und damit ist für Mittag historisch nicht einmal zu erheben, ob der König plötzlich starb oder nicht, mit entsprechenden Konsequenzen für die Nachfolgeregelung.

## Nachkommen
Antiochos IV. war mit Laodike verheiratet, die zuvor schon mit seinem Bruder Seleukos IV. verheiratet gewesen war. Sie war vermutlich identisch mit der Schwestergemahlin des ältesten Bruders, der ebenfalls Antiochos hieß, und wäre somit auch die Schwester von Seleukos IV. und Antiochos IV. gewesen. Mit ihr hatte er mindestens drei Kinder:
- Antiochos V. (* 172 v. Chr.; † 162 v. Chr.)
- Laodike († 115 v. Chr. ermordet), ⚭ mit König Mithridates V. von Pontos
- Nysa, ⚭ 172/171 v. Chr. mit Pharnakes I. von Pontos[65]

Der Seleukidenkönig Alexander I. Balas gab sich als ein unehelicher Sohn von ihm aus.

## Wirkung

### Urteil der Zeitgenossen und der Nachwelt

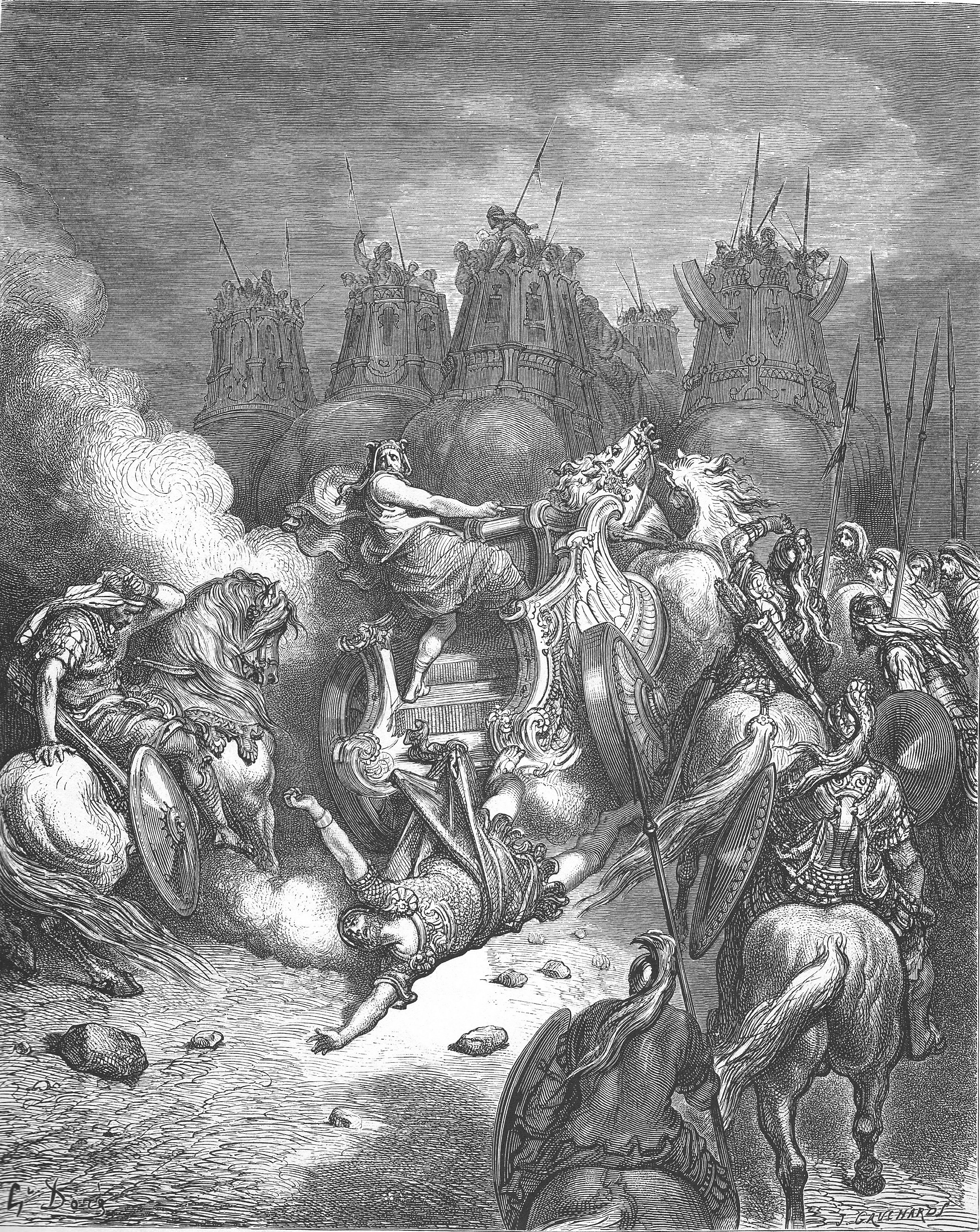
Das Ende des Antiochos nach dem 2. Makkabäerbuch: Sturz vom Wagen (Gustave Doré)

Polybios widmete Antiochos IV. Epiphanes in seinen Historien ein Charakterbild, dem er das Bonmot voranstellte, der König sei wegen seines Verhaltens altgriechisch Ἐπιμανής Epimanḗs, deutsch ‚der Verrückte‘ genannt worden. Er brachte mehrere Beispiele dafür, dass Antiochos sich in der Öffentlichkeit nicht so verhielt, wie man es von einem hellenistischen König erwartete. Teils suchte er die Nähe zur Bevölkerung, indem er private Festivitäten oder öffentliche Bäder besuchte. Teils imitierte er das Verhalten römischer Politiker und trat auf, als wolle er sich um ein öffentliches Amt bewerben. Die königliche Freigiebigkeit habe er in exzentrischer Weise geübt, indem er Zufallsbegegnungen unvermutet damit beglückte. Er verblüffte zuweilen auch dadurch, dass er statt wertvoller Präsente Würfel oder Datteln verteilte. Peter Franz Mittag zufolge sind diese Verhaltensweisen, falls historisch, keine Zeichen einer psychischen Störung, sondern eher eine aus dem langjährigen Romaufenthalt erklärbare Orientierung am Lebensstil römischer Aristokraten. In der syrischen Metropole Antiocheia stießen sie auf Befremden.
Tacitus fügte im fünften Buch seiner Historien einen umfangreichen, antisemitisch getönten Judenexkurs ein; im Zusammenhang der Geschichte Jerusalems und des dortigen Tempels erwähnte er kurz Antiochos IV., der sich bemüht habe, „den Juden ihren Aberglauben zu nehmen und griechische Sitten bei ihnen einzuführen.“ Der Krieg im Osten des Seleukidenreichs habe aber den Erfolg dieser Maßnahmen verhindert.
Wie Jürgen C. Lebram herausgearbeitet hat, bietet das Buch Daniel ein facettenreiches Bild des frevelhaften Königs, hinter dem allgemein die historische Gestalt Antiochos IV. erkannt wird: Er ist ein Weiser, der durch seinen Hochmut zu Fall kommt (Dan 8,23–25 ); er redet frevlerisch daher und ändert die kultisch-kosmische Ordnung (Dan 7,25 ). Das sind Typisierungen, die aus der israelitischen Weisheitsliteratur stammen; Lebram fragt daher, wie der historische Antiochos zu diesen Typisierungen kommt. Konkrete Kenntnisse zeigt das Danielbuch über die Ägyptenfeldzüge. „Offenbar ist es vor allem Antiochus’ Verhalten in diesem Kriege, das zu seiner Qualifikation als apokalyptischer Frevler geführt hat.“ Das Buch wurde vor dem Tod Antiochos’ geschrieben und imaginiert daher, abweichend vom historischen Verlauf, ein Ende des Frevelkönigs nach großen militärischen Erfolgen in Ägypten (Dan 11,40-45 ). Lebram vermutet, dass hier anti-seleukidische ägyptische Quellen rezipiert wurden, die Antiochos als Götter- und Tempelfeind par excellence darstellten. In der Rezeptionsgeschichte des Danielbuchs wurde Antiochos zu einer satanischen Gestalt mit kosmischen Dimensionen und trug Züge zum Konzept des Antichristen bei. Für die Reformationszeit lässt sich beispielhaft Martin Luther nennen, der Antiochus als „Unflat“ bezeichnete, und Johannes Calvin, der in ihm ein „Monstrum, zusammengesetzt aus verschiedenen Fehlern“ sah.

### Forschungsgeschichte
Im 19. Jahrhundert wurde das höchst negative Bild des Antiochos IV. in der jüdischen und christlichen Tradition von Historikern in Frage gestellt. In seiner Leipziger Dissertation (1873) ging Johann Friedrich Hoffmann davon aus, dass die Geschichtswissenschaft „auf möglichst objectives, gründliches und vorurtheilsfreies Quellenstudium dringt und auf Grund desselben auch althergebrachte Ansichten zu modificiren und zu berichtigen sich bestrebt.“ Die Religionsverfolgung in Judäa betrachtete Hoffmann unter einem „völkerpsychologischen Gesichtspunkt“: „Es treten hier der indogermanische und der semitische Volksgeist in mehr als äusserliche Wechselbeziehung zu einander, um sich dann desto schroffer abzustossen.“ Ulrich Wilcken erklärte 1894 in seinem Beitrag für Paulys Realencyclopädie der classischen Altertumswissenschaft: „Die vom Hass verzerrte Caricatur des A. in der jüdischen Litteratur (Makkabaeerbücher, Buch Daniel u. s. w.) ist für die Beurteilung A.s natürlich völlig wertlos.“ In Umwertung des traditionellen Geschichtsbilds und mit Berufung auf Tacitus hieß es nun: „Wenn A. es unternahm, auch dieses ‚barbarische‘ Volk zu hellenisieren, so ist er in dieser Tendenz nur dem mit Recht vielbewunderten Beispiel der ersten Seleukiden gefolgt. Dass er aber die Geduld verlor und glaubte, die hellenische Kultur durch einen Schwerthieb einführen zu können, war allerdings thöricht, und so musste sein Unternehmen scheitern.“ In der ersten Hälfte des 20. Jahrhunderts wurde Antiochos mehrfach als Vertreter eines unterschiedlich definierten „Griechentums“ interpretiert. Mit seiner Monographie Antiochus IV of Syria (1966) begründete Otto Mørkholm dann aber die seither vorherrschende Deutung Antiochos’ als Realpolitiker, der „eher rational als emotional oder religiös motiviert gehandelt habe.“
Die Ereignisse in Judäa haben als Spezialthema starkes Interesse der Forschung auf sich gezogen. Elias Bickermann, Der Gott der Makkabäer (1937) bot eine viel rezipierte Deutung dieses Konflikts. Er arbeitete heraus, dass im Jerusalemer Tempel unter dem Namen Zeus Olympios und Dionysos orientalische Gottheiten, der syrisch-phönizische Himmelsgott Baal Schamin und Dusares, verehrt werden sollten, und fragte: „Wie ist Epiphanes dazu gekommen, … eine Religion den Juden aufzuzwingen, welche weder die ihrige noch die seinige war?“ Der König wurde dazu angeleitet durch den (von ihm eingesetzten) Hohepriester Menelaos und die hellenisierten Jerusalemer, die ihn unterstützten. Diese jüdische Gruppe verfolgte laut Bickermann ein religionspolitisches Reformanliegen, sie wollten die Tora und ihre Gebote aufheben und zu einer ursprünglichen, natürlichen Religion zurückkehren. „Die Reformatoren unter Epiphanes erinnern an die jüdische Reformbewegung in den vierziger Jahren des 19. Jahrhunderts, als Männer wie G. Riesser, A. Geiger und I. Einhorn die Sabbatreform, die Aufhebung der Speisegesetze vorschlugen und die Beschneidung für unverbindlich erklärten. Auch sie standen im Banne einer nichtjüdischen Umwelt und waren beeindruckt durch Theorien der (protestantischen) Wissenschaft über die Entstehung des Pentateuch.“ Nachdem Antiochos jahrhundertelang als frevlerischer König gegolten hatte, deutete Bickermann ihn nun als Außenstehenden, der in einem innerjüdischen Konflikt instrumentalisiert worden sei, und die Rolle des Schurken erhielten die Jerusalemer Hellenisten beziehungsweise die jüdische Reformbewegung aller Zeiten. Mit diesem Geschichtsbild löste Bickermann breiten Widerspruch aus. Ein Grundproblem ist die Merkwürdigkeit, dass Menelaos und sein Kreis aus einer philosophisch-intellektuellen Grundhaltung heraus orientalische Kulte im Jerusalemer Tempel gefördert hätten, die ebenso ungriechisch waren, wie der traditionelle Jerusalemer Kult, wenn nicht noch mehr. Der einzige Autor, der Bickermanns These voll zustimmte, war laut Albert Baumgarten der Tübinger Neutestamentler Martin Hengel. Die Autorität Hengels sicherte Bickermanns Modell in der deutschsprachigen Bibelwissenschaft allerdings bleibende Popularität. Als Klaus Bringmann den Makkabäeraufstand aus althistorischer Sicht in den größeren Kontext der Seleukidengeschichte einordnete (Hellenistische Reform und Religionsverfolgung in Judäa. 1983.), reagierte Hengel, indem er im Vorwort seines Standardwerks Judentum und Hellenismus (3. Auflage 1988) erklärte, die säkular orientierte Altertumswissenschaft sei für dieses Thema unzuständig. Da Judäa „eher an der Peripherie der althistorischen Forschungslandschaft liegt“ (Benedikt Eckhardt ebd.) folgte eine Phase weitgehender Stagnation, seit etwa 2010 gefolgt durch ein erneutes Forschungsinteresse. Bickermanns Hauptthese eines Zusammenhangs zwischen hellenistischer Reform und seleukidischer Repression in Judäa gilt als widerlegt; einen Konsens der Forschung sieht Eckhardt zum Makkabäeraufstand indes nicht. Peter Franz Mittag zufolge ist in der bisherigen Diskussion eine Reduzierung der komplexen Situation in Judäa auf entweder religiöse oder fiskalische Motive des Königs zu konstatieren. Als Konsens zeichne sich ab, dass Antiochos an den Verhältnissen in Judäa weit weniger interessiert gewesen sei, als die antiken jüdischen Quellen nahelegten. Das führt Mittag dazu, den Anteil der seleukidischen Behörden an den Repressionsmaßnahmen, die zum Aufstand führten, relativ gering einzuschätzen, den der Jerusalemer Oberschicht umso höher. Bickermann hat demnach die Konfliktkonstellation in Jerusalem zutreffend gesehen, aber Hypothesen über eine geplante Hellenisierung des Jerusalemer Kults entziehen sich, so Mittag, der historischen Überprüfbarkeit.
Nach Mørkholm (1966) legte erst Peter Franz Mittag mit seiner Habilitationsschrift 2006 wieder eine Biografie Antiochos’ IV. vor, die von den Rezensenten Peter van Nuffelen und Christian Körner als neues Standardwerk zum Thema bezeichnet wird.